# Old Right
La Old Right  es una denominación informal que se utiliza  para describir una facción del conservadurismo estadounidense que se opuso tanto a los programas nacionales del New Deal como a la entrada de los EE. UU. en la Segunda Guerra Mundial, si bien su existencia puede datarse de entre 1910 a 1960. Muchos miembros de esta facción se asociaron con los republicanos de los años de entreguerras liderados por Robert Taft, pero algunos eran demócratas. Ellos fueron llamados la "Vieja Derecha" para distinguir su adherencia a la no intervención en contraste de sus sucesores anticomunistas de la "Nueva Derecha", tales como Barry Goldwater, que era intervencionista en política exterior, aunque una gran mayoría de los intelectuales de la Old Right se opusieron apasionadamente al comunismo y al socialismo. Muchos miembros de la Old Right fueron de liberales clásicos de laissez-faire, algunos fueron conservadores pro-mercado como Robert Taft; otros fueron ex radicales que se trasladaron bruscamente a la derecha, como John Dos Passos y otros, como los Agraristas del Sur, soñaban con la restauración de una sociedad comunal premoderna. 

## Puntos de vista
La Antigua Derecha surgió en oposición al New Deal de Franklin D. Roosevelt. En 1937 se formó una coalición conservadora que controló el Congreso hasta 1964. Eran constantemente no intervencionistas y se opusieron a la entrada en la Segunda Guerra Mundial, una posición ejemplificada por el America First Committee. Más tarde, la mayoría se opuso a la entrada de EE. UU. en la OTAN y a la intervención en la guerra de Corea. 
Esta lucha contra el movimiento "New Deal" fue una coalición de varios 
grupos: 
- Intelectuales individualistas y libertarios, incluidos H. L. Mencken, Albert Jay Nock, Rose Wilder Lane, Garet Garrett, Raymond Moley, y Walter Lippmann;
- Liberales laissez-faire, especialmente los herederos de los Bourbon Democrats como Albert Ritchie de Maryland y James A. Reed senador de Misuri;
- Republicanos pro-mercado, como Robert Taft
- Demócratas conservadores del sur;
- Demócratas pro-empresa como Al Smith y los fundadores de la American Liberty League
- Radicales reformados que habían apoyado a FDR en 1932, como William Randolph Hearst y el Padre Charles Coughlin[1]

Jeff Riggenbach sostiene que algunos miembros de la Antigua Derecha eran en realidad liberales clásicos y "eran aceptados miembros de la "izquierda" antes de 1933. Sin embargo, sin cambiar ninguno de sus puntos de vista fundamentales, todos ellos, luego de la siguiente década, llegaron a ser pensados como ejemplares de la "derecha" política."

## Legado
Continuadores y sucesores de la Old Right de fines del siglo XX y la era actual son los 
paleoconservadores y paleolibertarios. Ambos grupos usan las consignas de la Old Right tales como "Estados Unidos primero", mientras que comparten puntos de vista similares en oposición al "New Deal". Recientemente, las ideas de la Old Right han observado un resurgimiento, debido a la campaña presidencial de Ron Paul.